# Anna Sage

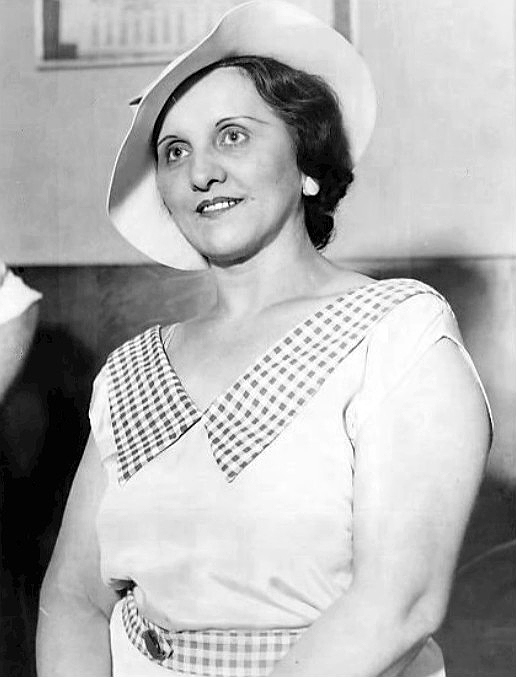
Anna Sage 1934

Anna Sage, geborene Ana Cumpănaș (* 1889 in Comloșu Mare, Österreich-Ungarn; † 25. April 1947 in Timișoara, Rumänien), war eine rumänische Prostituierte und Bordellmanagerin. Bekannt wurde Sage als die Frau, die 1934 den „Staatsfeind Nr. 1“ John Dillinger an das FBI verriet. Sie ging in die Popkultur als „Die Frau in Rot“ ein.
Ana Cumpănaș wuchs im Banat auf und heiratete 1909 Michael Chiolak. Der gemeinsame Sohn des Paares wurde 1911 geboren und die Familie emigrierte 1914 in die Vereinigten Staaten. Nach der Scheidung von ihrem Mann arbeitete Cumpănaș zunächst als Prostituierte und wurde später Bordellmanagerin in East Chicago, Indiana und Gary, Indiana. Im Jahr 1932 heiratete sie den Rechtsanwalt Alexandru Suciu und trug fortan den Nachnamen Sage, eine anglisierte Form von Suciu.
Am 22. Juli 1934 lockte sie den Bankräuber John Dillinger für das FBI in eine Falle, um 10.000 US-Dollar (ca. 200.000 Dollar nach heutiger Kaufkraft) Belohnung sowie ein dauerhaftes Aufenthaltsrecht für die USA zu erhalten. Dillinger wurde bei dem Verhaftungsversuch erschossen. Sage erhielt lediglich 5.000 Dollar und wurde 1936 aus den USA ausgewiesen. Sie lebte zunächst wohlhabend in Timișoara, aber ein großer Teil ihres Vermögens wurde von einem Geliebten bei Pferdewetten verspielt. 
Ihr Lebensende verbrachte Anna Sage in Rumänien, wo sie im Alter von 58 Jahren in verarmten Verhältnissen verstarb.

## Mediale Darstellungen
Es handelt sich um eine Auswahl von Medien, wobei die Anna Sage nachempfundene Figur in dem ältesten hier genannten Film einen anderen Namen trägt.
- 1945: Jagd auf Dillinger, von Max Nosseck, mit Anne Jeffreys in der Rolle der „Helen“
- 1973: Jagd auf Dillinger, von John Milius, mit Cloris Leachman als Anna Sage
- 2009: Public Enemies, von Michael Mann, mit Branka Katić als Anna Sage